# Ectasiocnemis erythreana
Ectasiocnemis erythreana is een keversoort uit de familie bloemspartelkevers (Scraptiidae). De wetenschappelijke naam van de soort is voor het eerst geldig gepubliceerd in 1968 door Ermisch.